# Prato (Prato megye)
Prato város Olaszországban, Toszkána régió északi részén, amelynek második legnagyobb városa.
Prato iparváros Firenzétől kb. 16 km-re északnyugatra. Fő iparága a textilipar és a gyapjúfeldolgozás.
Óvárosában számos műemlék lát(ogat)ható.
Milánó után Pratóban van a második legnagyobb kínai közösség Olaszországon belül.

## Látnivalók
- Palazzo Pretorio középkori lakótorony
- San Domenico gótikus stílusú templom
- Santa Maria delle Carceri temploma
- Sant'Agostino épülete
- Castello dell'Imperatore, II. Frigyes császár vára